# Успенка (Марий Эл)
Успенка (мар. Почиҥга) — деревня в Оршанском районе Республики Марий Эл. Входит в состав Великопольского сельского поселения.

## География
Находится в северной части республики Марий Эл на расстоянии приблизительно 10 км по прямой на восток-юго-восток от районного центра посёлка Оршанка.

## История
Основана деревня в 1906 году жителями деревни Большая Лопсола Яранского уезда Вятской губернии. В 1915 году здесь насчитывалось 19 дворов, проживали 168 человек, в 1923 году в 39 хозяйствах проживали 153 человека, мари, в 1929 году 40 и 177 человек соответственно. В 1980 году в деревне проживали 107 человек, в 1992 году — 29, в 2000 году — 24. На 1 января 2003 года в Успенке имелось 14 хозяйств и 12 дачных домов. В советское время работали колхозы имени Ворошилова и имени Фрунзе.

## Население
Население составляло 14 человек (мари 65 %) в 2002 году, 4 в 2010.